# Castleton Corners
Castleton Corners ist ein Stadtviertel im Nordwesten von des Stadtbezirks Staten Island, New York City, mit etwa 13.000 Einwohnern (2024).

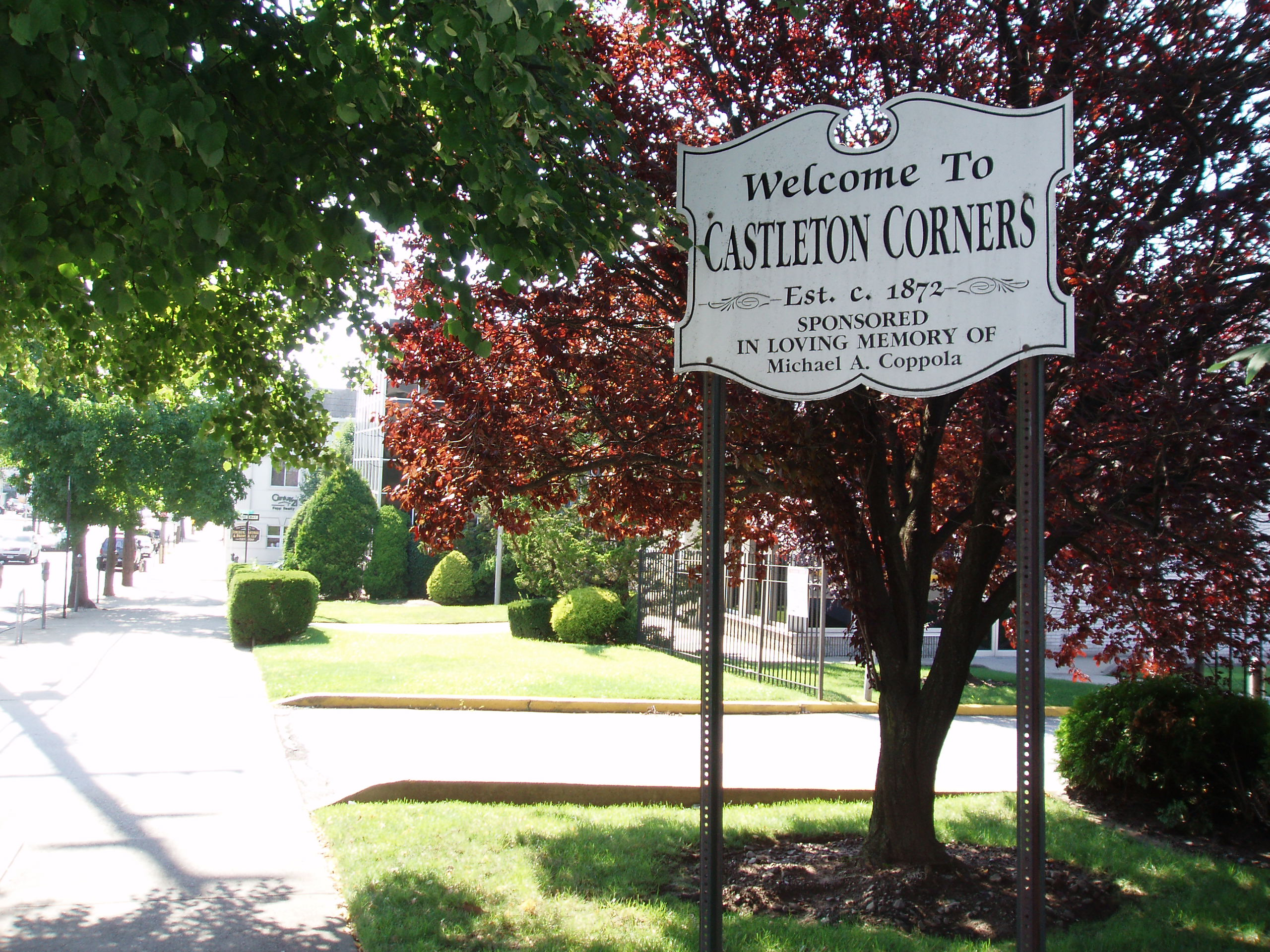
Willkommensschild

## Lage
Castleton Corners liegt zentral im nördlichen Teil von Staten Island. Das Viertel wird von den Hauptstraßen Victory Boulevard und Manor Road durchzogen und grenzt an die Stadtteile Westerleigh, West Brighton, Todt Hill und Willowbrook.

## Demografie
Die Bevölkerung von Castleton Corners ist überwiegend weiß, mit wachsenden Anteilen asiatischer und hispanischer Einwohner. Das Viertel zeichnet sich durch eine hohe Eigentumsquote, ein stabiles Durchschnittseinkommen und eine starke Familienorientierung aus. Die Altersstruktur ist ausgewogen, mit vielen Familien und älteren Erwachsenen.

## Geschichte
Castleton Corners entstand im 19. Jahrhundert als wichtiger Verkehrsknotenpunkt, benannt nach der historischen Town of Castleton, die zu den vier ursprünglichen Städten von Staten Island gehörte. Die Entwicklung des Viertels wurde durch die Eröffnung neuer Verkehrswege und die Ausdehnung der Wohnbebauung im 20. Jahrhundert maßgeblich beeinflusst. Bis heute ist der historische Charakter in Teilen der Architektur und Infrastruktur sichtbar.